# Nabumetone
Nabumetone là một thuốc chống viêm non-steroid trong nhóm arylalkanoic acid (gồm diclofenac) được công ty Meda sản xuất dưới các tên biệt dược Relafen and Relifex.